# Mihail Nică
Mihail Nică (n. 10 noiembrie 1947) este un fost deputat român în legislatura 1992-1996 și în legislatura 1996-2000, ales în județul Mehedinți pe listele Partidului  Național Țărănesc Creștin Democrat. Mihail Nică a demisionat din Parlament pe data de 4 septembrie 2000 și a fost înlocuit de deputatul Grigore Muru. 